# Lawrence Brothers Combo
Die Lawrence Brothers Combo, auch Lawrence Brothers Comb. abgekürzt, war eine US-amerikanische Country-, Rockabilly- und Rock-’n’-Roll-Band. Die Lawrence Brothers Combo arbeitete auch für Bertram International als Studiomusiker.

## Geschichte
Die Lawrence Brothers Combo bestand aus den Brüdern Bill (* 1925), Freddy und Manual „Sonny“ Lawrence, die zusammen in Kaimuki auf Hawaii aufwuchsen. Mitte der 1950er-Jahre taten sich die Lawrence Brothers zu einer Band zusammen und traten als Country-Musiker rund um Honolulu auf.
Ihren ersten Plattenvertrag bekamen die Brüder 1958 bei Bob Bertrams Label Bertram International, das seinen Sitz auf Hawaii hatte und das wichtigste Label der dortigen Musikszene war. Im Sommer 1958 spielten die Lawrence Brothers im Associated Recoders Studio ihre erste Session ein, bei der sie von Bob Bertram als Perkussionist und dessen Tochter Karen Ann sowie dessen Nichten Linda und Charlene Lewis als Hintergrundchor begleitet wurden. Im August erschien die Rockabilly-Single Hey Baby! / Caribbean und verkaufte sich auf Hawaii ausgesprochen gut. Noch im selben Jahr wurde die Platte auf dem amerikanischen Festland von Freedom Records veröffentlicht.
Die Lawrence Brothers waren in diesen Jahren ungemein populär auf Hawaii. Während ihre Schallplatten immer Rockabilly-Songs enthielten, spielten sie in ihrem Live-Programm auch viel Country. Besonders beliebt waren ihre Shows bei den US-Soldaten, die auf Hawaii stationiert waren. Ihre nächste Single bei Bertram, das Instrumental Marine’s Rock, stieg in die Hawaii Top-30-Charts ein und stellte sich wieder als sehr populär heraus. Neben weiteren Singles bei Bertram, auch unter dem Pseudonym The Five Finks, arbeiteten die Brüder als Studiomusiker und sind so auf anderen Bertram-Aufnahmen von Künstlern wie Ken Craig, Dave Edwards, Danny Dalton, den Tilton Sisters und Robin Luke, dessen Hit Susie Darlin‘ laut Bob Bertram mit einem einfachen Aufnahmegerät in Bill Lawrences Schlafzimmer aufgenommen wurde, zu hören.
Die letzte Platte der Lawrence Brothers erschien 1965 als Zusammenarbeit mit Red „Harmonica“ Reeves. Bob Bertrams Plan, 1979 eine LP mit alten Aufnahmen der Combo herauszugeben, wurde fallen gelassen, da sich die Vorgänger-LP Rockabilly 1958 schlecht verkaufte.

## Diskografie
| 1958                    | Hey Baby! / Caribbean                                                         | Bertram Int. 45-207 |
| 1958                    | Hey Baby! / Caribbean (als Bill Lawrence)                                     | Freedom F-44004     |
| 1959                    | Marine’s Rock / Pyramid                                                       | Bertram Int. 45-213 |
| 1963 (?)                | Crying Guitar / Boss (als Five Finks)                                         | Bertram Int. 45-226 |
| 1965                    | Billy Boy / Please Don’t Leave Me (als Five Finks mit Red „Harmonica“ Reeves) | Bertram Int. 45-227 |
| Unveröffentlichte Titel |                                                                               |                     |
|                         | - Low Low Low - Wreck of the Old ’97                                          | Bertram Int.        |